# Tapsa

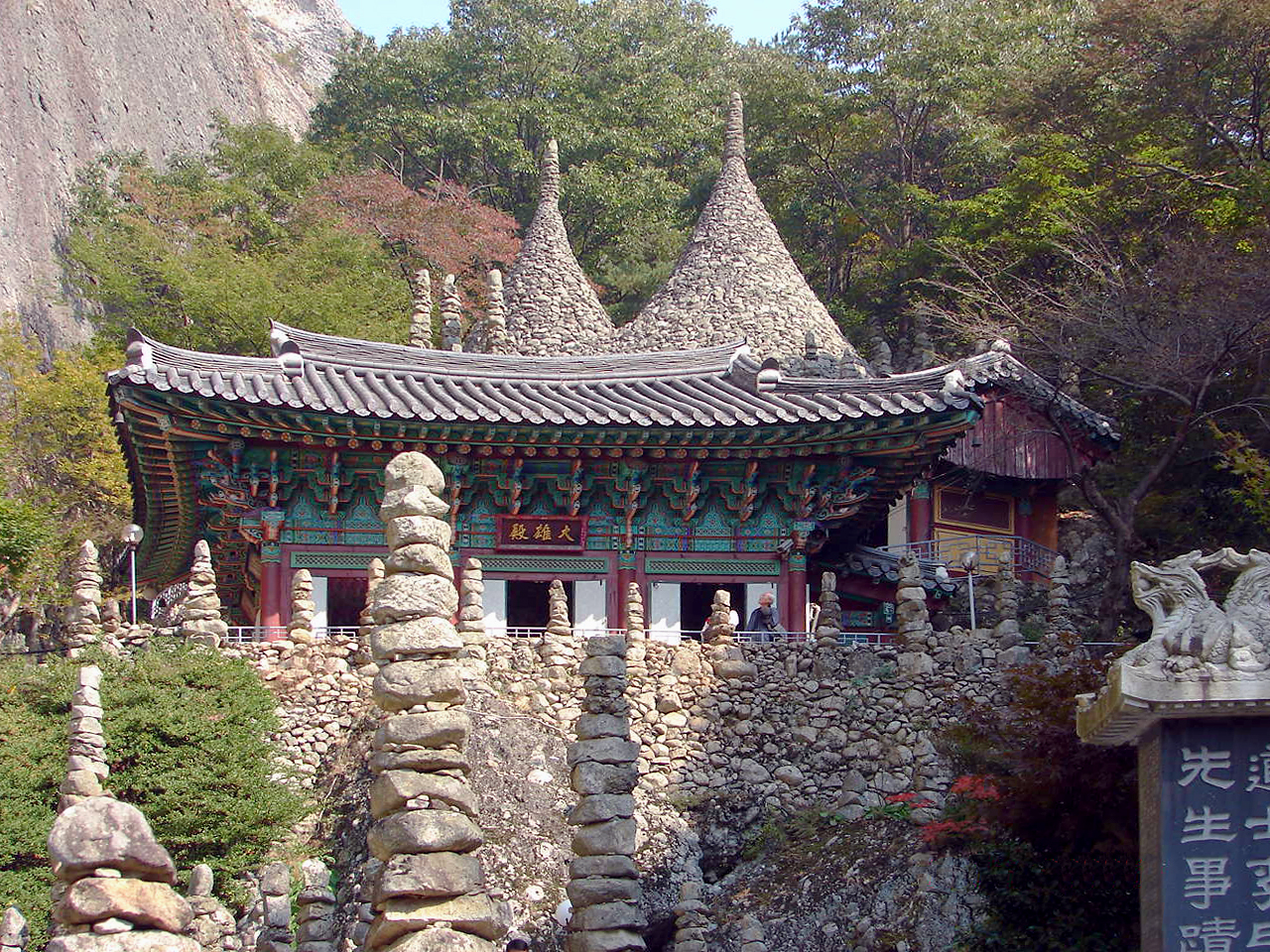
Templo de pagodes de pedra do Monte Mai

O Templo Tapsa e os Pagodes de Pedras do Monte Mai é um pequeno complexo de templo budista coreano encontrado no Maisan (Montanha da Orelha de Cavalo) no Condado de Jinan, Província da Jeolla do Norte, Coreia do Sul. O Templo de Pagode de Pedras é famoso pelos seus mais de 80 pagodes (torres) de pedras.

## Origem

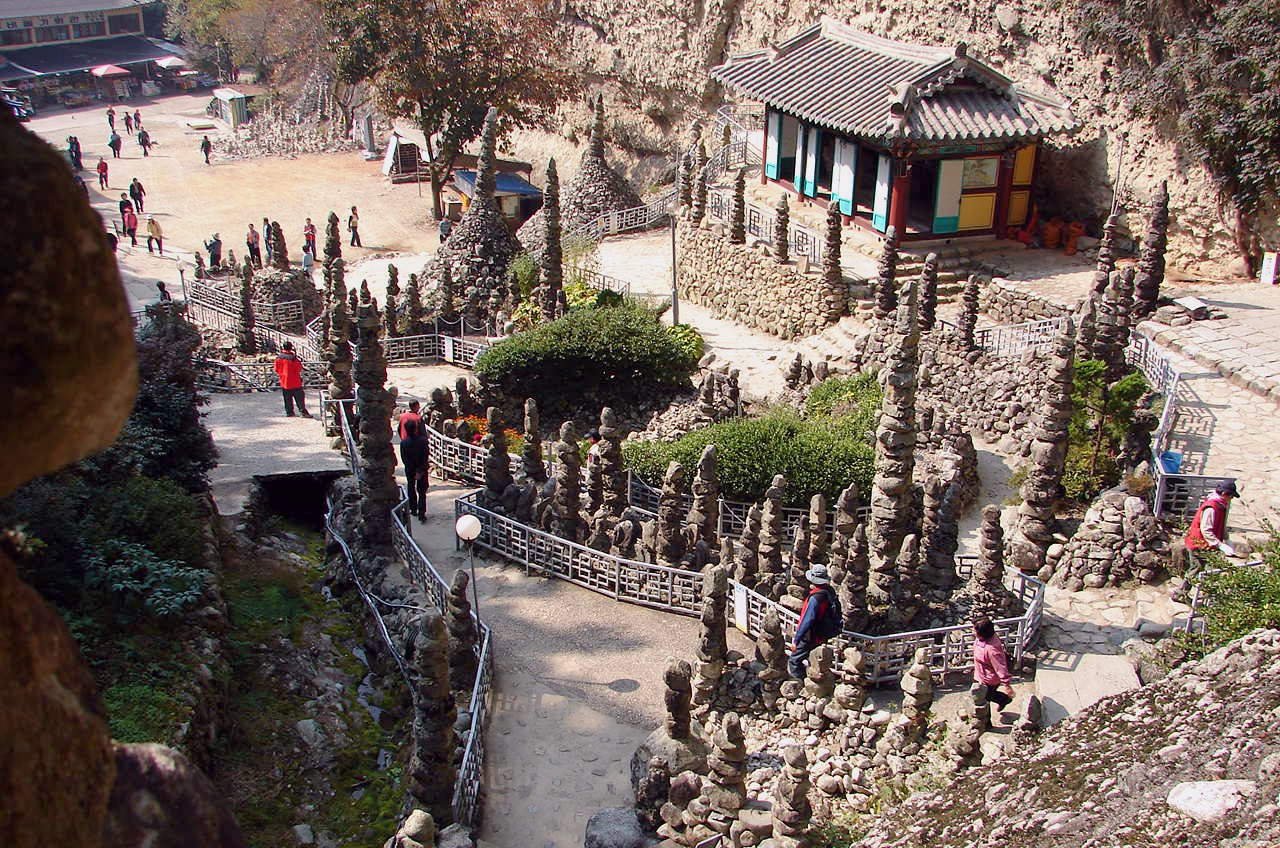
Templo do Monte Mai

As torres de pedras que têm tamanhos e formas diferentes, desde a forma  de cone até a forma reta, foram construídas pelo estudioso aposentado chamado Lee Gapyeong. Atraindo a atenção de muitas pessoas, a construção de algumas ainda não está clara até os dias de hoje. Há relatos que no final de 1800, Lee Gapyeong, ao longo de 30 anos, coletou durante o dia e construiu durante a noite mais de 120 pagodes de pedra. As torres de pedra nunca entraram em colapso, mesmo com ventos fortes e possuindo mais de 100 anos, mais de 80 ainda estão de pé no local. O Templo também possui belas flores de cerejeiras que florescem na primavera, que servem de palco para o Festival da Flor de Cerejeira do Monte Mai (Mai Cherry Blossom Festival). As flores cobrem uma área de 1,9 km do estacionamento de Nambu (no sul) da Montanha Mai até a entrada do templo. 

## O templo na atualidade
Os visitantes se sentem atraídos pela aparência diferente do templo, o que garante visitantes todos os anos. Após anos de sua construção, o local se tornou um templo budista e Lee Gapyeong foi ordenado monge.
O status atual do templo é de Monumento Provincial de Jeollabuk-do  de No. 35, disponibilizando estacionamento (com taxas que variam de 2.000 won a 3.000 won), porém não é permitido animais. 